# Antonio Pallarés
Antonio Pallarés Huertas (Alicante, España; 5 de diciembre de 1940) fue un futbolista español que se desempeñaba como centrocampista.

## Clubes
| Club                | País   | Año         |
| ------------------- | ------ | ----------- |
| Alicante CF         | España | 1957 - 1958 |
| Real Murcia         | España | 1958 - 1959 |
| Real Madrid B       | España | 1959 - 1960 |
| Real Betis          | España | 1960 - 1967 |
| CD Castellón        | España | 1968        |
| Jerez Industrial CF | España | 1968 - 1969 |